# Sorelle Musulmane
Le Sorelle Musulmane (in arabo ﺟﻤﺎﻋـة السيدات المسلمات ‎?, Jamāʿat al-Sayyidāt al-Muslimāt) sono la branca femminile dell'organizzazione internazionale dei Fratelli Musulmani. L'esponente più nota e popolare del movimento fu Zaynab al-Ghazali.
I membri delle Sorelle Musulmane sono state tradizionalmente assai più coinvolti nelle attività caritatevoli dei loro colleghi maschi dei Fratelli Musulmani. L'opera delle Sorelle Musulmane ha fornito un importante contributo nell'attrarre nuovi aderenti al movimento dei Fratelli Musulmani, operando nei campus universitari, nelle prossimità delle moschee e nelle organizzazioni sindacali, dove è maggiormente palpabile il malcontento per i gravi squilibri economici che hanno da lungo tempo contrassegnato l'Egitto.
Durante la Rivoluzione egiziana del 2011, militanti delle "Sorelle Musulmane" sono state politicamente assai attive e hanno fornito un contributo essenziale alla costituzione del Partito Libertà e Giustizia, emanazione della Fratellanza, nell'aprile del 2011.